# Josef Janesch
Josef Janesch (13. února 1813 – 25. června 1873 Klagenfurt) byl rakouský právník a politik německé národnosti z Korutan, během revolučního roku 1848 poslanec Říšského sněmu.

## Biografie
Během revolučního roku 1848 se zapojil do veřejného dění. V červnu 1848 byl zvolen za poslance prozatímního Korutanského zemského sněmu.
V doplňovacích volbách na podzim roku 1848 byl zvolen i na ústavodárný Říšský sněm. Nastoupil sem v prosinci 1848 místo Franze Heiße. Zastupoval volební obvod Spittal an der Drau. Tehdy se uváděl coby právník. Řadil se ke sněmovní levici.
Později působil jako zemský tajemník. Zemřel po delší nemoci v červnu 1873 ve věku 61 let.